# Flora (zeiță)
Flora era în mitologia romană zeița florilor și a primăverii, dar și a rodirii cerealelor, pomilor fructiferi și a plantelor din grădini. În cinstea ei se organizau serbările de primăvară Floralia, devenite în creștinism Floriile.